# Tvångsarbete

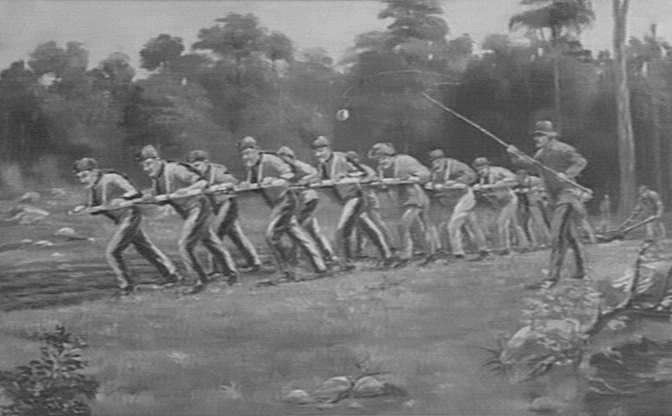
Straffångar tvångsarbetar i Australien under tidigt 1900-tal.

Tvångsarbete är arbete som är påtvingat utan arbetarens samtycke. Exempel är slaveri och människohandel. Beroende på förutsättningarna kan straffarbete räknas som tvångsarbete.
Tvångsarbete är förbjudet både enligt nationella lagar i många länder, och enligt internationella konventioner som Europakonventionen och Konventionen angående avskaffande av tvångsarbete. Vissa former av påtvingad tjänstgöring, bland annat värnplikt,  är dock undantagna i dessa konventioner. 